# Pasiphae
A Pasiphae a Jupiter egyik holdja. A hold keringése retrográd irányú, tehát a Jupiter forgásával ellentétes irányban kering. A Pasiphae a Jupiter legnagyobb retrográd holdja. 1908-ban fedezte fel Philibert Jacques Melotte.
Átmérője 50 km, tömege 1,91·1017 kg és átlagos sűrűsége 2,9 g/cm³. A Jupiter körül ellipszis alakú pályán kering, melynek excentricitása 0,38, az egyenlítő síkjával 147°-os szöget zár be. A Jupitertől 23 500 000 km távolságra található, keringési ideje 735 nap. Látszólagos fényessége oppozícióban 18,0m.
Pasziphaé (görögül Πασιφάη, latin átírással Pasipháē) a görög mitológia egyik nőalakja, Héliosz lánya.